# LOVE LOVE SHOW/Shangri-La
「LOVE LOVE SHOW／Shangri-La」（ラブ・ラブ・ショー／シャングリラ）は、Crush Tearsの3枚目のシングル。2010年12月15日にドワンゴ・ミュージックエンタテインメントから発売された。

## 解説
前作「Communication Breakdown」から約5ヶ月でのリリースであり、2010年3作目のシングル。
表題曲「LOVE LOVE SHOW」と「Shangri-La」は、THE YELLOW MONKEYの12thシングルと電気グルーヴの11thシングルのカバー曲になっている。両A面シングル、カバーシングルのリリース、ノンタイアップシングルはグループ初。
初回生産特典として2011年1月に行うトークライブ&握手会の応募券が封入されている。また、締め切りは発売日から5日後となっている。

## 収録曲
1. LOVE LOVE SHOW [5:00]
作詞・作曲：吉井和哉、編曲：山口一久、CHORUS:田村直美
電波研究社12月エンディングテーマ
2. Shangri-La [4:44]
作詞：電気グルーヴ、作曲：電気グルーヴ・Bebu Silvetti、編曲：松尾早人
小林ゆうの（仮）エンディングテーマ
3. LOVE LOVE SHOW（off vocal）
4. Shangri-La（off vocal）